# Nina Reithmayer
Nina Reithmayer (Innsbruck, 8 juni 1984) is een Oostenrijkse rodelaarster. Ze vertegenwoordigde haar vaderland op de Olympische Winterspelen 2006 in Turijn, op de Olympische Winterspelen 2010 in Vancouver en op de Olympische Winterspelen 2014 in Sotsji.

## Carrière
Reithmayer debuteerde in het seizoen 2002/2003 in het wereldbekercircuit. Tijdens de Europese kampioenschappen rodelen 2004 in Oberhof eindigde de Oostenrijkse op de achtste plaats. In november 2004 finishte ze voor de eerste maal in haar carrière op het podium van een wereldbekerwedstrijd. Op de wereldkampioenschappen rodelen 2005 in Park City eindigde Reithmayer op de veertiende plaats. In Winterberg nam de Oostenrijkse deel aan de Europese kampioenschappen rodelen 2006 in Winterberg, op dit toernooi eindigde ze op de vijfde plaats. Tijdens de Olympische Winterspelen van 2006 in Turijn eindigde Reithmayer op de achtste plaats. Op de wereldkampioenschappen rodelen 2007 in Igls eindigde ze als zevende, samen met Daniel Pfister, Peter Penz en Georg Fischler veroverde ze de bronzen medaille in de landenwedstrijd. In Cesana nam de Oostenrijkse deel aan de Europese kampioenschappen rodelen 2008, op dit toernooi eindigde ze op de vijfde plaats. Tijdens de wereldkampioenschappen rodelen 2008 in Oberhof eindigde Reithmayer op de zesde plaats, in de landenwedstrijd sleepte ze samen met Martin Abentung, Tobias Schiegl en Markus Schiegl de zilveren medaille in de wacht. Op de wereldkampioenschappen rodelen 2009 in Lake Placid eindigde ze als negende, samen met Daniel Pfister, Peter Penz en Georg Fischler legde ze beslag op de zilveren medaille in de landenwedstrijd. In Sigulda nam de Oostenrijkse deel aan de Europese kampioenschappen rodelen 2010, op dit toernooi veroverde ze de bronzen medaille.

## Resultaten

### Olympische Spelen
| Jaar | Plaats    | Resultaten      |
| ---- | --------- | --------------- |
| 2006 | Turijn    | 8e Individueel  |
| 2010 | Vancouver | Individueel     |
| 2014 | Sotsji    | 20e Individueel |

### Wereldkampioenschappen
| Jaar | Plaats      | Resultaten            |
| ---- | ----------- | --------------------- |
| 2005 | Park City   | 14e Individueel       |
| 2007 | Igls        | 7e Individueel · Team |
| 2008 | Oberhof     | 6e Individueel · Team |
| 2009 | Lake Placid | 9e Individueel · Team |

### Europese kampioenschappen
| Jaar | Plaats     | Resultaten     |
| ---- | ---------- | -------------- |
| 2004 | Oberhof    | 8e Individueel |
| 2006 | Winterberg | 5e Individueel |
| 2008 | Cesana     | 5e Individueel |
| 2010 | Sigulda    | Individueel    |

### Wereldbeker
| Seizoen   | Plaats |
| --------- | ------ |
| 2002/2003 | 19e    |
| 2003/2004 | 9e     |
| 2004/2005 | 7e     |
| 2005/2006 | 11e    |
| 2006/2007 | 4e     |
| 2007/2008 | 5e     |
| 2008/2009 | 4e     |